# Pycnanthus laevis
Pycnanthus laevis is een zeeanemonensoort uit de familie Actinostolidae.
Pycnanthus laevis is voor het eerst wetenschappelijk beschreven door Carlgren in 1921.